# Campeonato de los Países Bajos de Ciclismo en Ruta
Los Campeonatos de los Países Bajos de Ciclismo en Ruta se organizan anualmente desde el año 1888 para determinar el campeón ciclista de los Países Bajos de cada año. El título se otorga al vencedor de una única carrera. El vencedor obtiene el derecho a portar un maillot con los colores de la Bandera de los Países Bajos hasta el Campeonato de los Países Bajos del año siguiente.
El campeonato se disputa desde 1888 y ha dejado de disputarse en pocas ocasiones, las más prolongadas debido a las Guerras Mundiales.

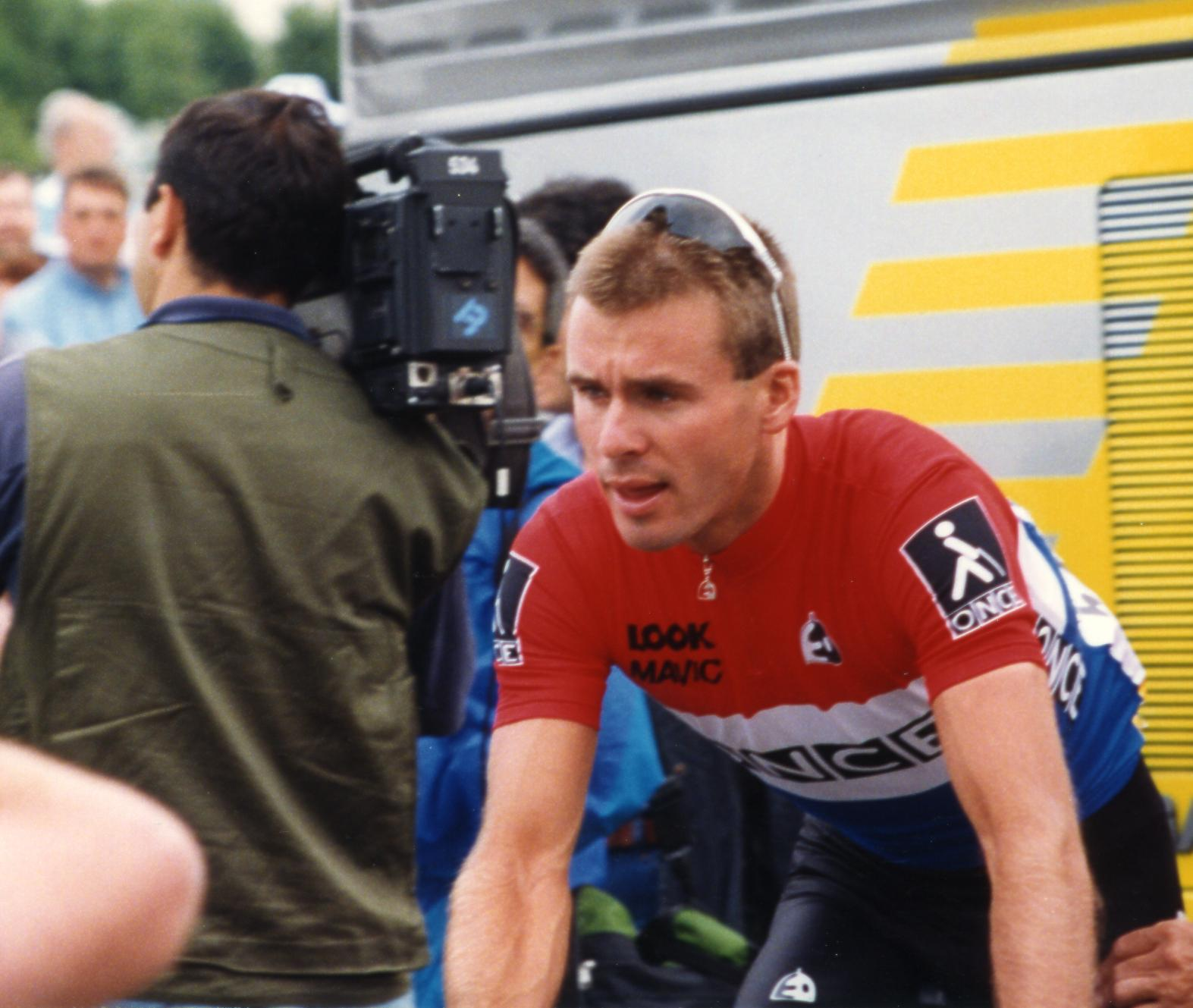
Erik Breukink campeón en 1993.

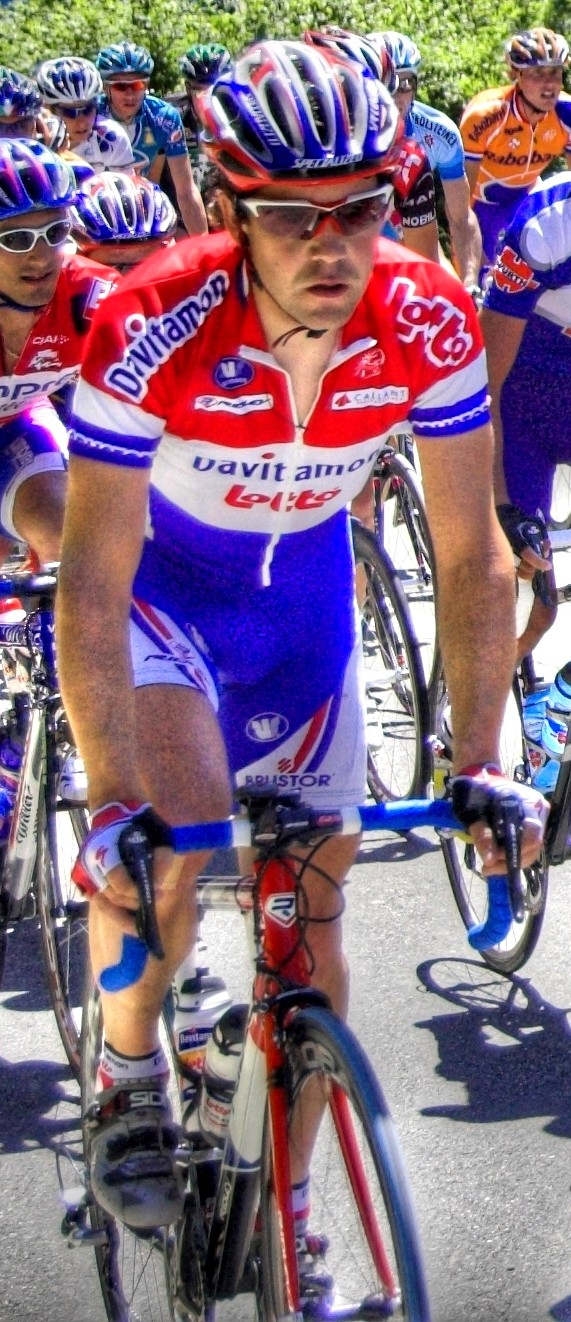
Léon van Bon con el maillot de campeón de Países Bajos.

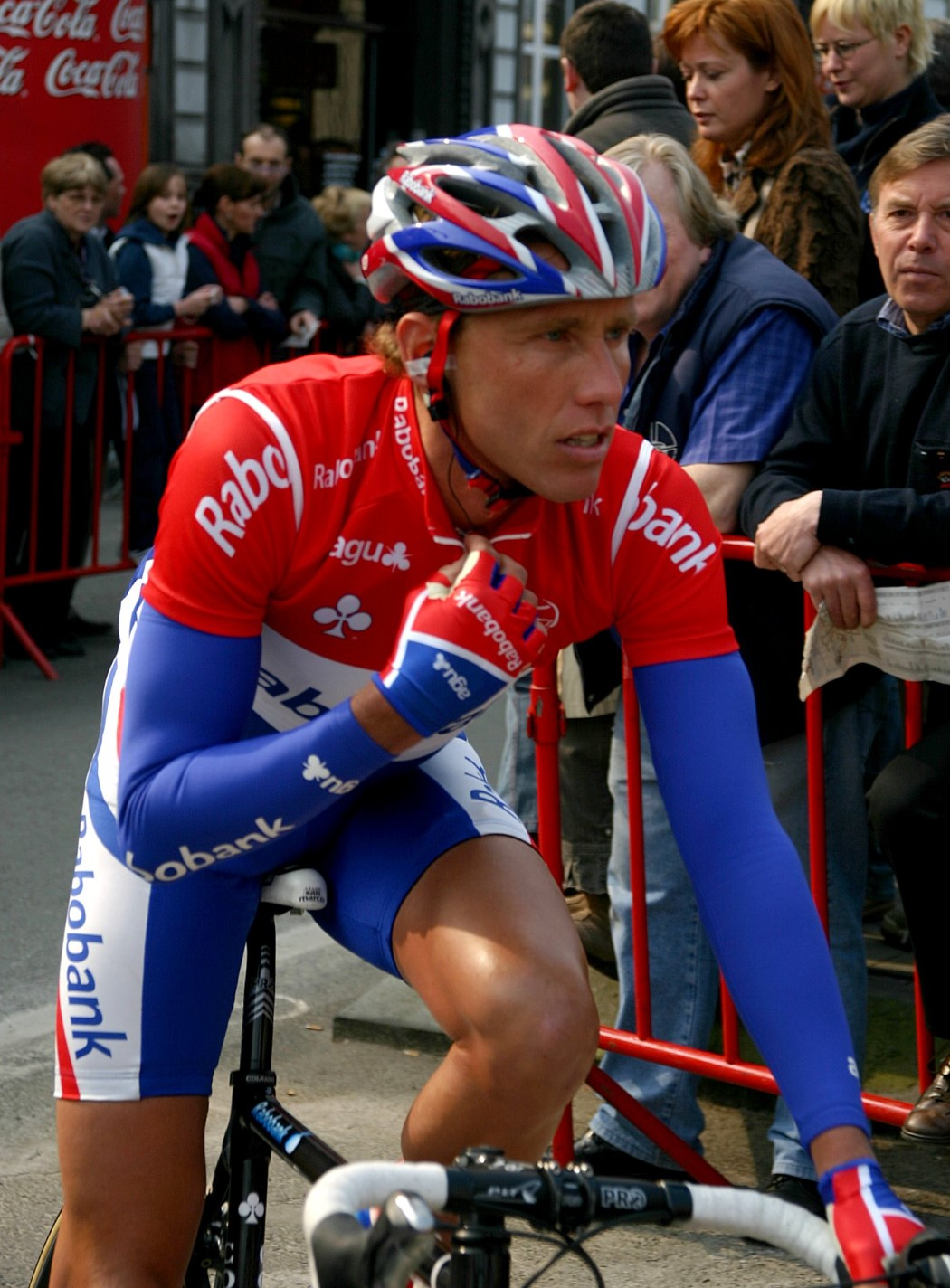
Michael Boogerd triple campeón.

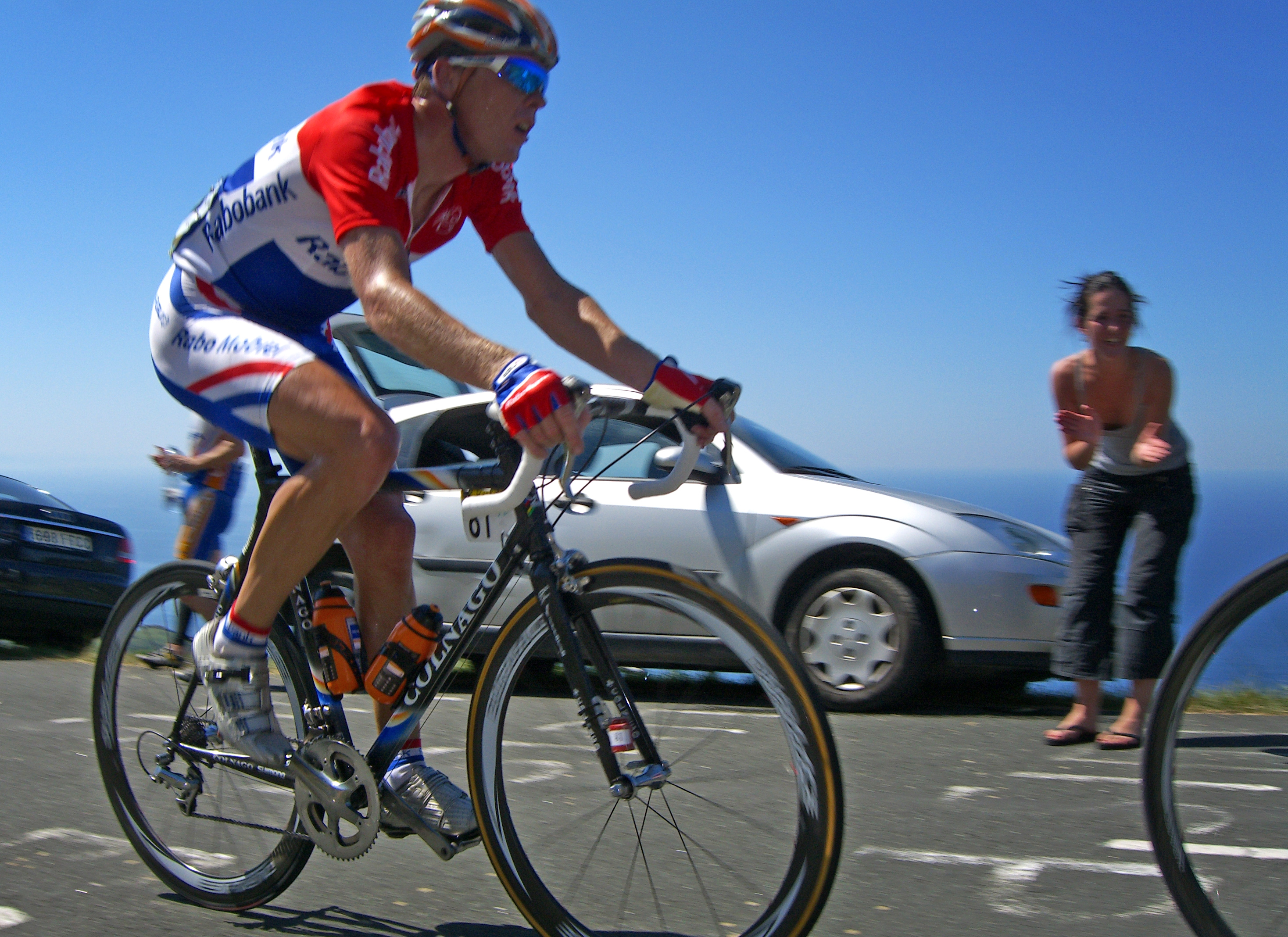
Koos Moerenhout con su maillot de campeón.

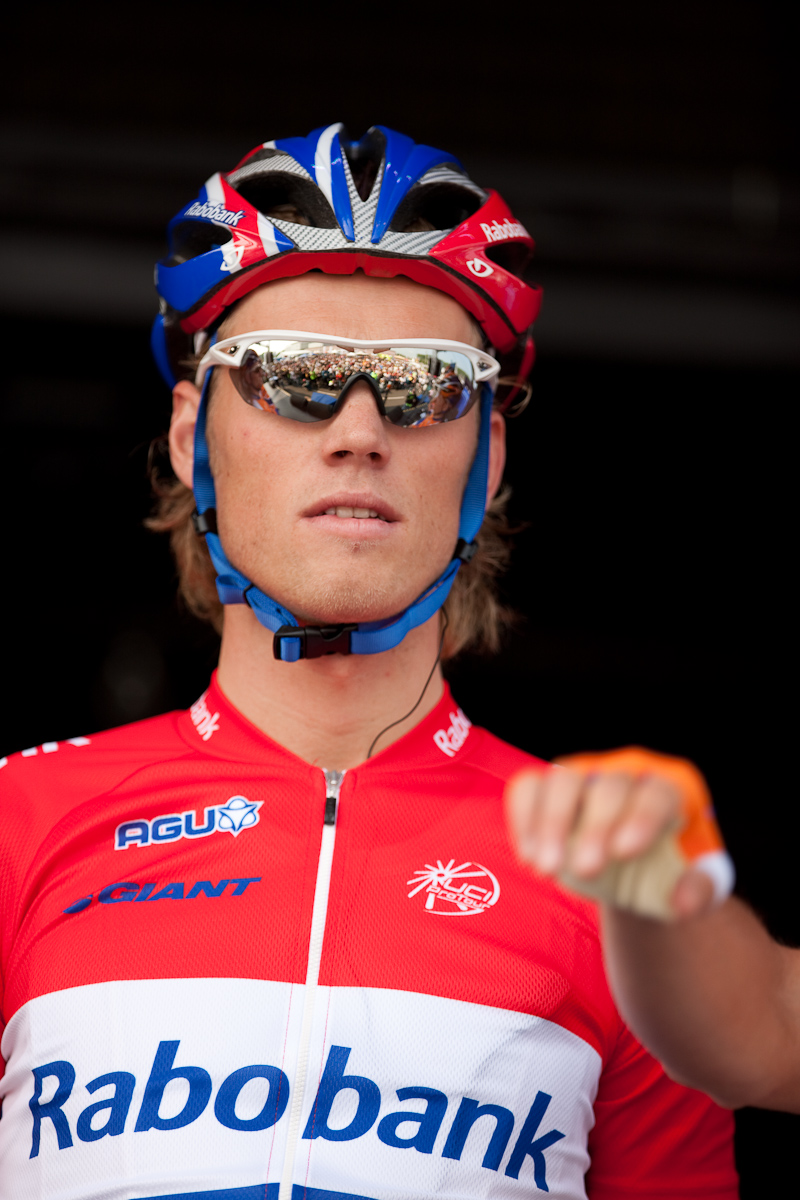
Lars Boom, campeón en 2009.

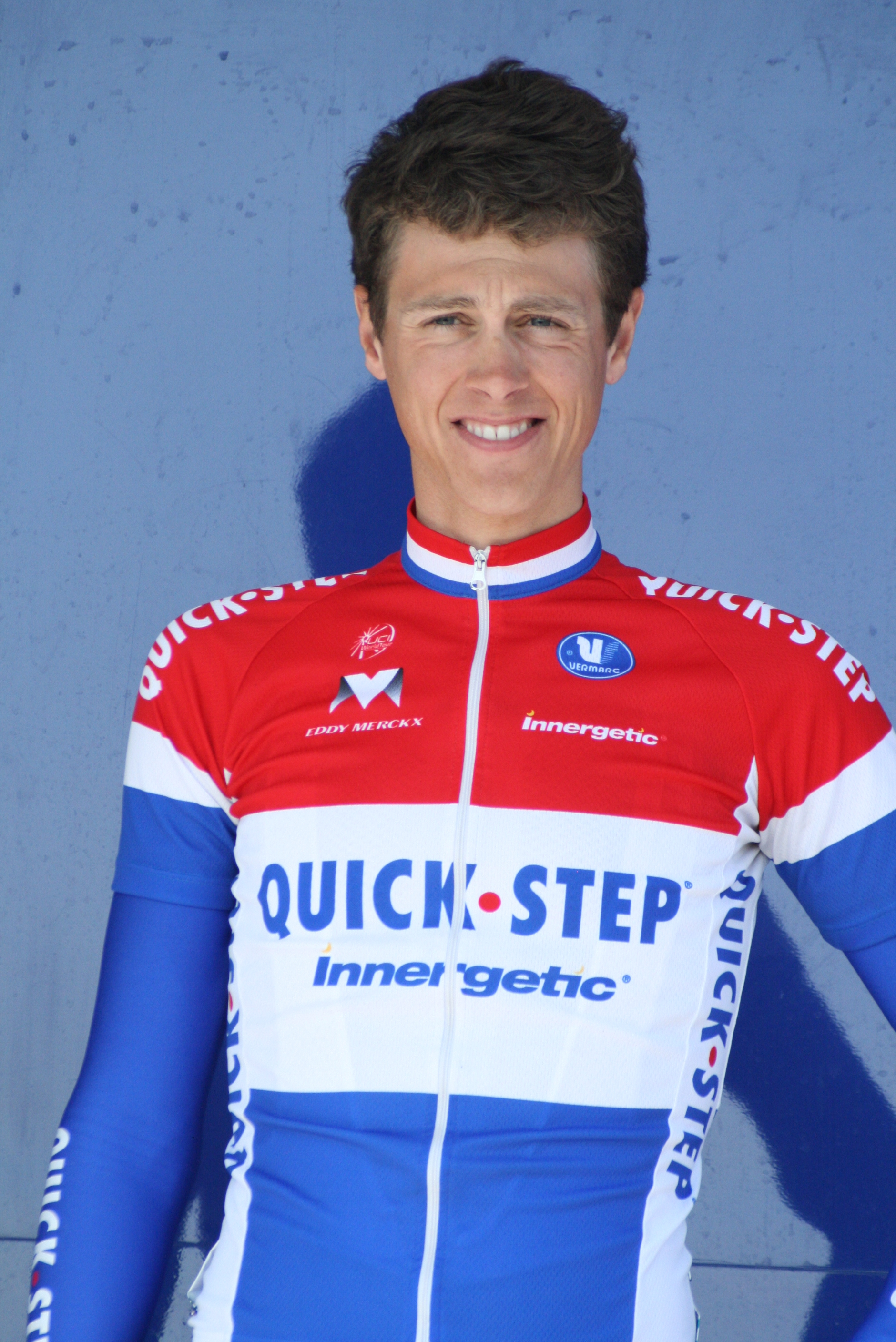
Niki Terpstra, campeón en 2010.

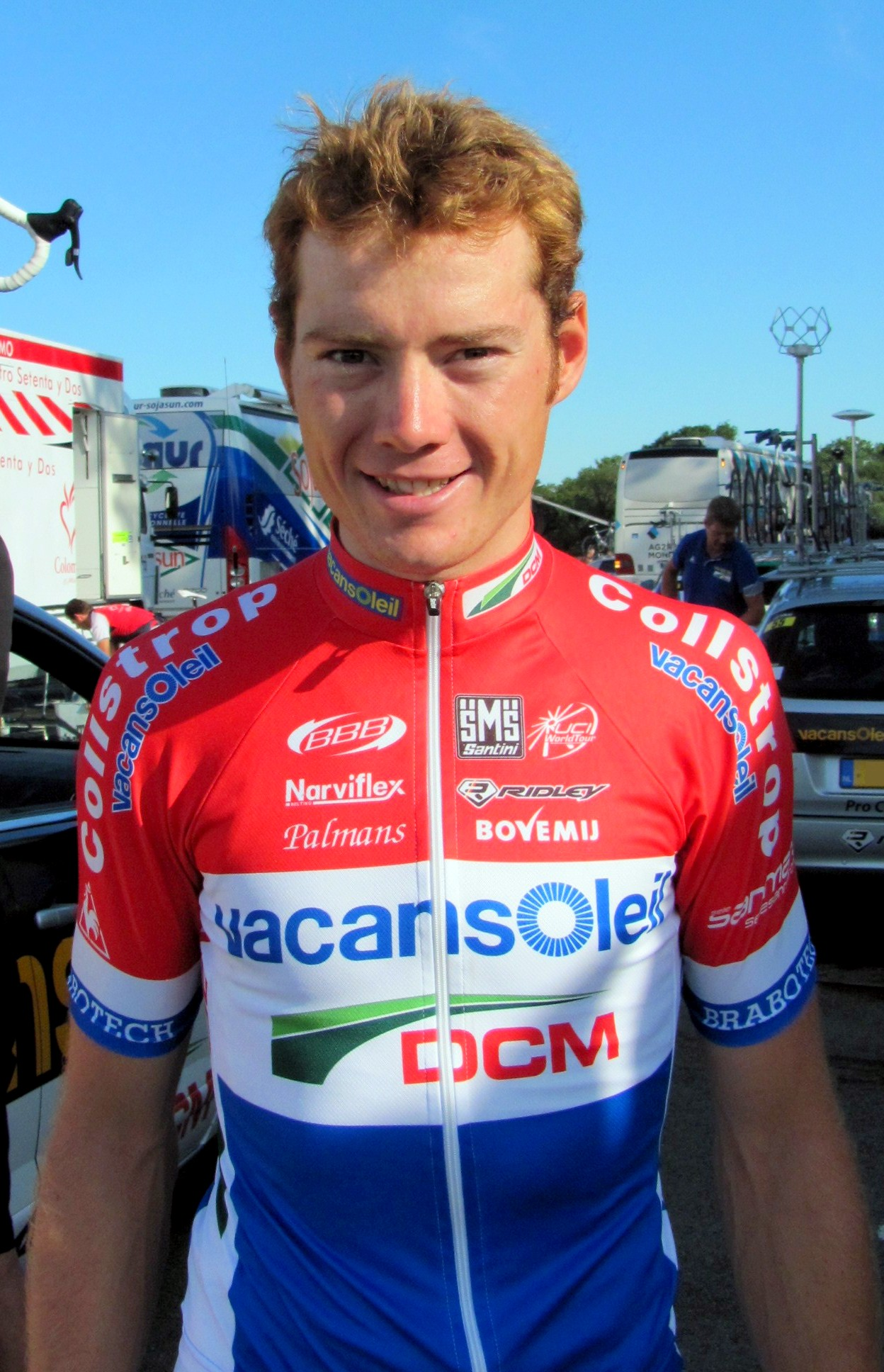
Pim Ligthart campeón en 2011.

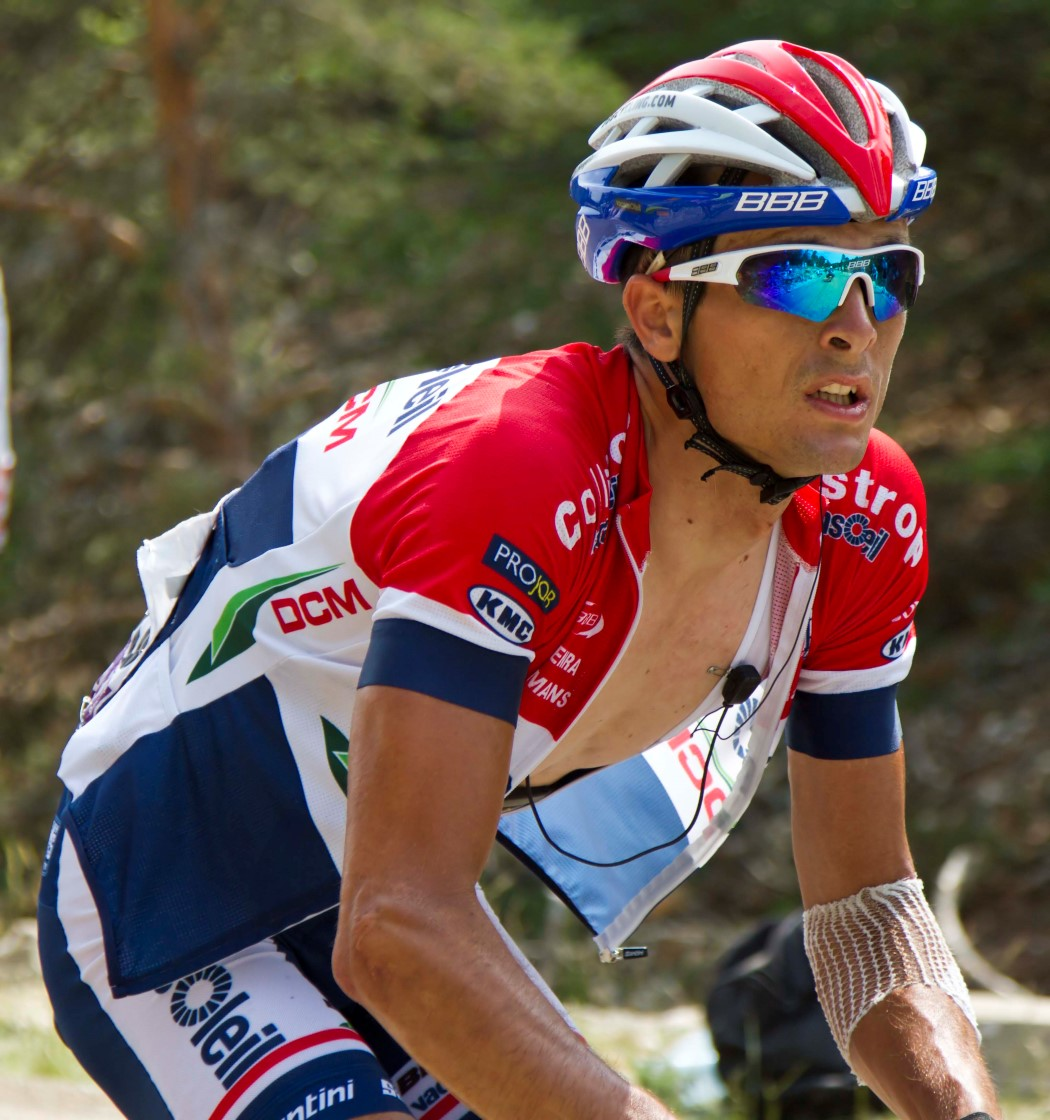
Johnny Hoogerland campeón en 2013.

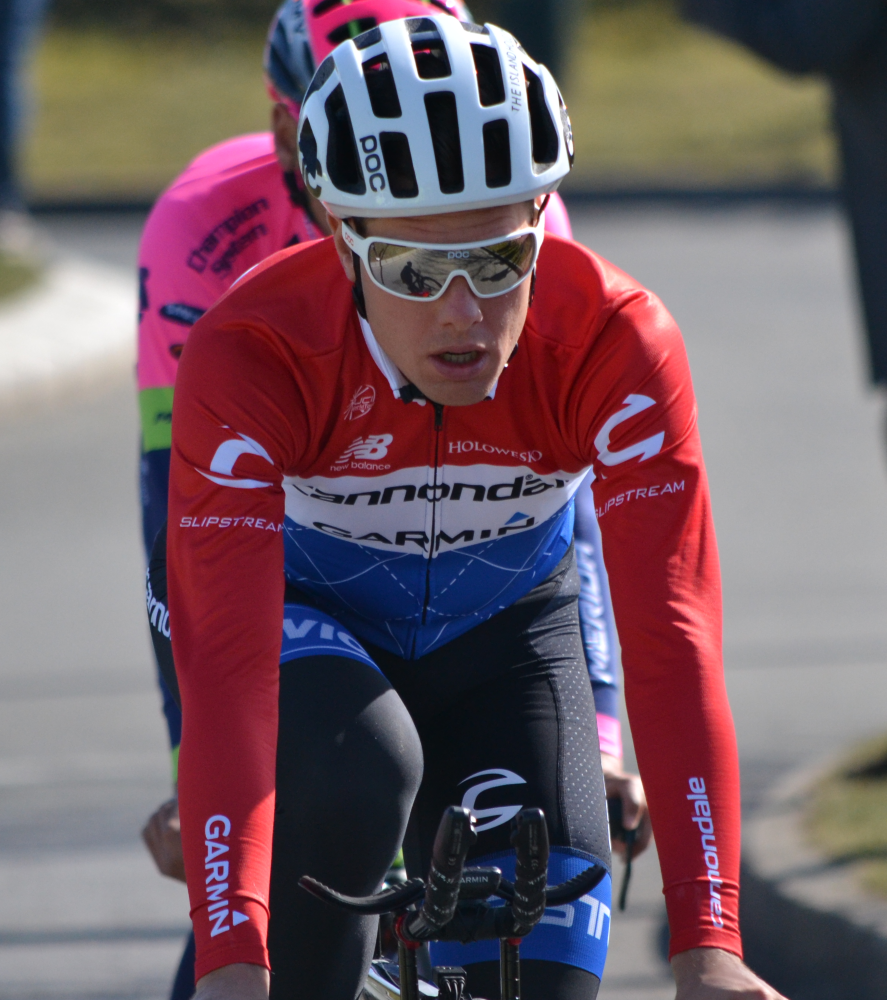
Sebastian Langeveld campeón en 2014.

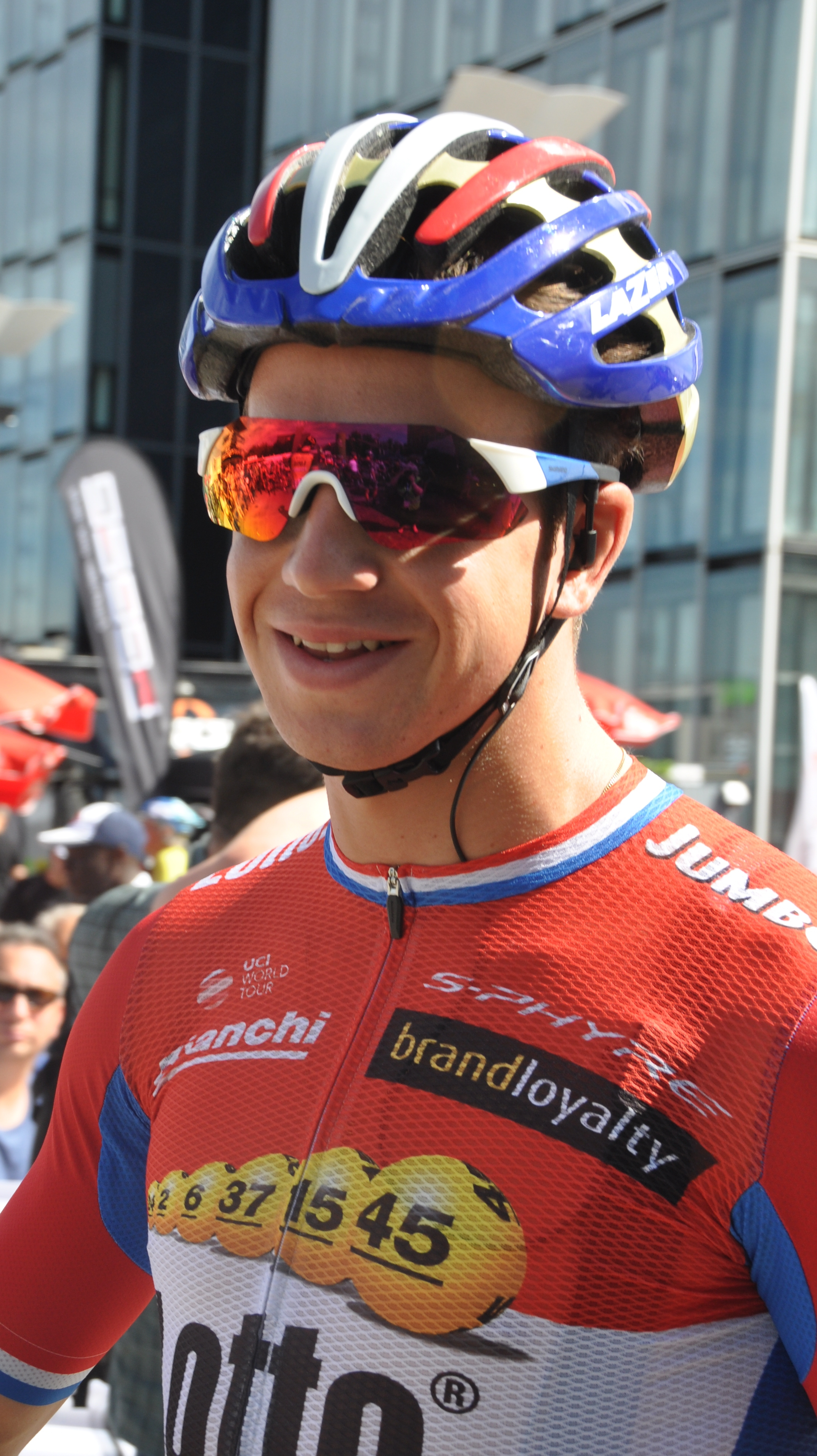
Dylan Groenewegen campeón en 2016.

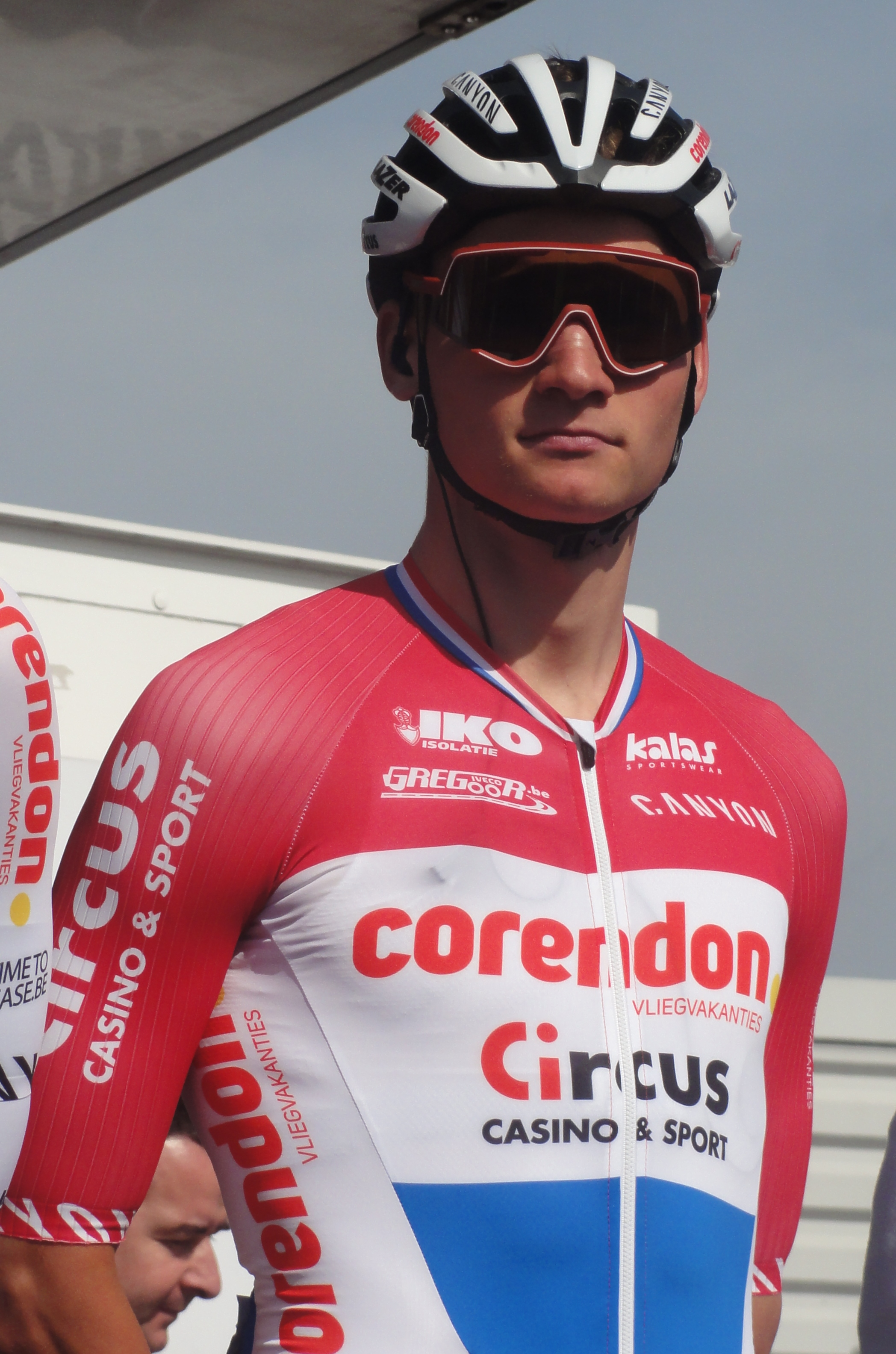
Mathieu van der Poel campeón en 2018 y 2020.

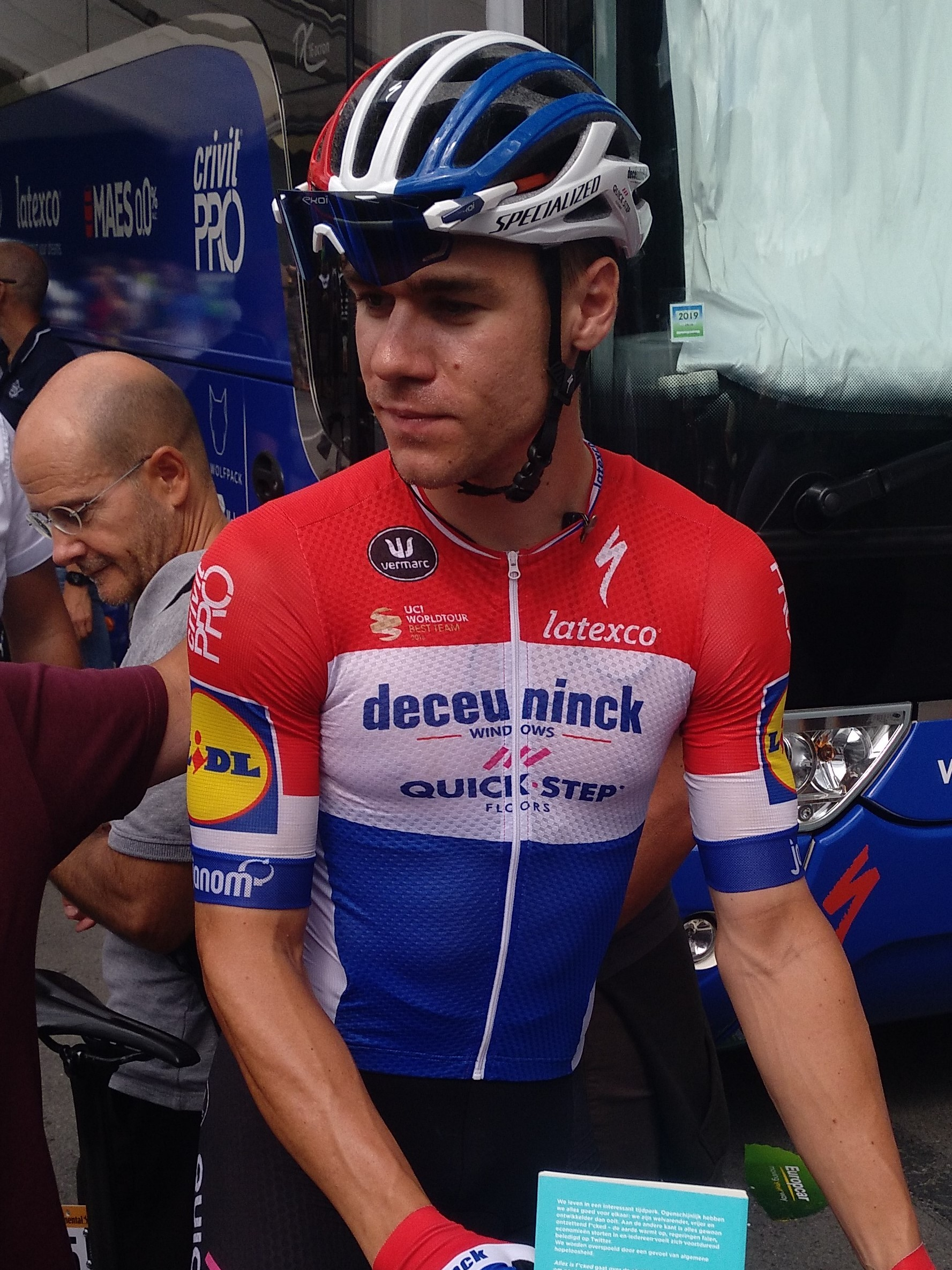
Fabio Jakobsen, campeón de 2019.

## Palmarés

### Masculino
| Año  | Vencedor              | Segundo                  | Tercero              |
| ---- | --------------------- | ------------------------ | -------------------- |
| 1888 | H. W. Van Raden       | Th. Baron van Pallandt   |                      |
| 1889 | W. G. Del Baere       | A. J. Korthals Altes     | P. Bokma             |
| 1890 | Henri Raland          | Jaap Houtman             | D. Fockema           |
| 1891 | Carel Koning          | Kees Witteveen           | Karel Smits          |
| 1892 | Henk van de Griendt   | Jac. Siep                | A. Eijsink           |
| 1893 | Jaap Eden             | W. De Haas               | Jac. Siep            |
| 1894 | Jaap Eden             | Kees Witteveen           | Mathieu Cordang      |
| 1895 | Willem van de Mey     | Kees Witteveen           | P. J. Adrian         |
| 1896 | Willem van de Mey     | Koos Van Der Knoop       | H. van Koolbergen    |
| 1904 | Jan De Groot          | Cees Van Der Wiel        | M. J. Nigten         |
| 1906 | Gerrit van Vliet      | Jan De Jager             | Anton van Lieshout   |
| 1907 | Jan Tulleken          | J. Bloem                 | Johan 't Hart        |
| 1908 | Adrie Slot            | C. De Visser             | J. Bloem             |
| 1909 | Chris Kalkman         | Dorus Nijland            | George Damen         |
| 1910 | Henk Tamse            | P. Van Kersen            | Gerard Franssen      |
| 1911 | Krijn Schippers       | Piet van der Wiel        | A. Gaillard          |
| 1912 | Cees Erkelens         | P. G. Borremans          | Cor Blekemolen       |
| 1913 | Frits Wiersma         | Herman Maas              | Fr. van Hilst        |
| 1914 | Chris Kalkman         | Piet van der Wiel        | Gerard Vlemmix       |
| 1915 | Jorinus van der Wiel  | Piet van der Wiel        | Barend Gebuis        |
| 1916 | Klaas van Nek         | Frits Wiersma            | Barend Gebuis        |
| 1917 | Jorinus van der Wiel  | Piet Ikelaar             | Evert Van Grafhorst  |
| 1918 | Jorinus van der Wiel  | Frans Rutten             | D. Wouters           |
| 1919 | Frits Wiersma         | Jorinus van der Wiel     | Gerrit Waldner       |
| 1920 | Frits Wiersma         | Piet Ikelaar             | Jan Devries          |
| 1921 | Jorinus van der Wiel  | Evert van Grafhorst      | Piet Ikelaar         |
| 1922 | Herman Nankman        | Jan Van Der Stel         | H. Datema            |
| 1923 | Piet Ikelaar          | Jan Bekkering            | Johan van Melis      |
| 1924 | Piet Ikelaar          | Gérard Vreeswijk         | Jorinus van der Wiel |
| 1925 | Jorinus van der Wiel  | Piet Ikelaar             | Joep Franssen        |
| 1926 | Klaas van Nek         | Jorinus van der Wiel     | Frans van Wijk       |
| 1927 | Josep Franssen        | Jan van Rooy             | Gerrit van den Berg  |
| 1928 | Hans Bockom           | August Ramakers          | Jan Van Rooy         |
| 1929 | Hans Bockom           | Martin van Hal           | -                    |
| 1930 | Janus Braspennincx    | Jo Anspach               | -                    |
| 1931 | Cesar Bogaert         | Abraham Ranschaart       | Abraham Polak        |
| 1932 | Marinus Valentijn     | Thijs van Oers           | -                    |
| 1933 | Thijs Van Oers        | Cesar Bogaert            | Marinus Valentijn    |
| 1934 | Cesar Bogaert         | Gerrit Van De Ruit       | Willem Cober         |
| 1935 | Marinus Valentijn     | Cees Heeren              | Alfons Stuyts        |
| 1936 | Kees Pellenaars       | Louis van Schijndel      | Jan Gommers          |
| 1937 | John Braspennincx     | Jan Verveer              | Fred Mostard         |
| 1938 | Theo Middelkamp       | Gerrit Schulte           | Marinus Valentijn    |
| 1939 | Janus Hellemons       | Arie Overweel            | Willem Reuter        |
| 1940 | Louis Motke           | Piet van Nek             | Willem Reuter        |
| 1941 | Louis Motke           | Aad Van Amsterdam        | Cees Joossen         |
| 1942 | John Braspennincx     | Cor Bakker               | Huub Sijen           |
| 1943 | Theo Middelkamp       | Cees Joossen             | Frans Van De Zande   |
| 1944 | Gerrit Schulte        | Huub Sijen               | Theo Middelkamp      |
| 1945 | Theo Middelkamp       | Adri Steenbakkers        | Wim De Ruyter        |
| 1946 | Bouk Schellingerhoudt | Theo Middelkamp          | Huub Sijen           |
| 1947 | Jef Jansen            | Gerrit Schulte           | Frans Pauwels        |
| 1948 | Gerrit Schulte        | Huub Sijen               | Theo Middelkamp      |
| 1949 | Jef Jansen            | Wim Van Est              | Gerrit Voorting      |
| 1950 | Gerrit Schulte        | Wout Wagtmans            | Jef Jansen           |
| 1951 | Hans Dekkers          | Wim Van Est              | Wout Wagtmans        |
| 1952 | Hans Dekkers          | Wim Van Est              | Wout Wagtmans        |
| 1953 | Gerrit Schulte        | Wim Van Est              | Wout Wagtmans        |
| 1954 | Adri Voorting         | Wout Wagtmans            | Gerrit Voorting      |
| 1955 | Thijs Roks            | Hein Van Breenen         | Wout Wagtmans        |
| 1956 | Wim Van Est           | Leo Van Der Pluym        | Arend Van t'Hof      |
| 1957 | Wim Van Est           | Jules Maenen             | Jef Lahaye           |
| 1958 | Jef Lahaye            | Mies Stolker             | Gerrit Voorting      |
| 1959 | Piet Damen            | Bram Kool                | Joop Captein         |
| 1960 | Bas Maliepaard        | Albertus Geldermans      | Antoon van der Steen |
| 1961 | Bas Maliepaard        | Jacques van der Klundert | Mies Stolker         |
| 1962 | Albertus Geldermans   | Jo De Roo                | Piet Rentmeester     |
| 1963 | Peter Post            | Dick Groeneweg           | Lex van Kreuningen   |
| 1964 | Jo De Roo             | Kees Haast               | Rik Wouters          |
| 1965 | Jo De Roo             | Arie den Hartog          | Leo Knops            |
| 1966 | Gerben Karstens       | Cees Haast               | Henk Nijdam          |
| 1967 | Evert Dolman          | Jo De Roo                | Wim Schepers         |
| 1968 | Evert Dolman          | Harm Ottenbros           | Henk Nijdam          |
| 1969 | Jan Frijters          | Evert Dolman             | Gerben Karstens      |
| 1970 | Peter Kisner          | Harrie Jansen            | Jos van der Vleuten  |
| 1971 | Joop Zoetemelk        | Wim Prinsen              | Gerben Karstens      |
| 1972 | Tino Tabak            | Joop Zoetemelk           | Marinus Wagtmans     |
| 1973 | Joop Zoetemelk        | Ben Janbroers            | Gerben Karstens      |
| 1974 | Cees Priem            | Gérard Vianen            | Nidi den Hertog      |
| 1975 | Hennie Kuiper         | Bert Pronk               | Joop Zoetemelk       |
| 1976 | Jan Raas              | Aad van den Hoek         | Hennie Kuiper        |
| 1977 | Fedor den Hertog      | Jan Krekels              | Gerrie Knetemann     |
| 1978 | Henk Lubberding       | Jan Raas                 | Piet van Katwijk     |
| 1979 | Henk Lubberding       | Joop Zoetemelk           | Jan Raas             |
| 1980 | Johan van der Velde   | Jos Schipper             | Theo de Rooy         |
| 1981 | Jacques Hanegraaf     | Gerrie Knetemann         | Adri van der Poel    |
| 1982 | Johan van der Velde   | Peter Winnen             | Joop Zoetemelk       |
| 1983 | Jan Raas              | Henk Lubberding          | Adri van der Poel    |
| 1984 | Jan Raas              | Henk Lubberding          | Johan van der Velde  |
| 1985 | Jacques Hanegraaf     | Gerard Veldscholten      | Jacques van Meer     |
| 1986 | Jos Lammertink        | Nico Verhoeven           | Peter Stevenhaagen   |
| 1987 | Adri van der Poel     | Gerrit Solleveld         | Theo de Rooy         |
| 1988 | Peter Pieters         | Adri van der Poel        | Teun van Vliet       |
| 1989 | Frans Maassen         | Johan Lammerts           | Maarten Ducrot       |
| 1990 | Peter Winnen          | Steven Rooks             | Henri Manders        |
| 1991 | Steven Rooks          | Gert-Jan Theunisse       | Erik Breukink        |
| 1992 | Tristan Hoffman       | Jan Siemons              | Erik Breukink        |
| 1993 | Erik Breukink         | Steven Rooks             | Frans Maassen        |
| 1994 | Steven Rooks          | Gert-Jan Theunisse       | Marco Vermey         |
| 1995 | Servais Knaven        | Danny Nelissen           | Maarten den Bakker   |
| 1996 | Maarten den Bakker    | Bart Voskamp             | Erik Dekker          |
| 1997 | Michael Boogerd       | Erik Breukink            | Servais Knaven       |
| 1998 | Michael Boogerd       | Tristan Hoffman          | Léon van Bon         |
| 1999 | Maarten den Bakker    | Servais Knaven           | Raymond Meijs        |
| 2000 | Léon van Bon          | Koos Moerenhout          | Erik Dekker          |
| 2001 | Jans Koerts           | Rudi Kemna               | Louis de koning      |
| 2002 | Stefan van Dijk       | Rudi Kemna               | Max van Heeswijk     |
| 2003 | Rudi Kemna            | Stefan van Dijk          | Max van Heeswijk     |
| 2004 | Erik Dekker           | Koos Moerenhout          | Arthur Farenhout     |
| 2005 | Léon van Bon          | Steven de Jongh          | Max van Heeswijk     |
| 2006 | Michael Boogerd       | Sebastian Langeveld      | Karsten Kroon        |
| 2007 | Koos Moerenhout       | Sebastian Langeveld      | Maarten den Bakker   |
| 2008 | Lars Boom             | Koos Moerenhout          | Steven De Jongh      |
| 2009 | Koos Moerenhout       | Kenny Van Hummel         | Joost van Leijen     |
| 2010 | Niki Terpstra         | Pieter Weening           | Lars Boom            |
| 2011 | Pim Ligthart          | Bram Tankink             | Reinier Honig        |
| 2012 | Niki Terpstra         | Lars Boom                | Bert-Jan Lindeman    |
| 2013 | Johnny Hoogerland     | Tom Dumoulin             | Sebastian Langeveld  |
| 2014 | Sebastian Langeveld   | Niki Terpstra            | Wesley Kreder        |
| 2015 | Niki Terpstra         | Ramon Sinkeldam          | Danny van Poppel     |
| 2016 | Dylan Groenewegen     | Wouter Wippert           | Wim Stroetinga       |
| 2017 | Ramon Sinkeldam       | Wouter Wippert           | Dylan Groenewegen    |
| 2018 | Mathieu van der Poel  | Danny van Poppel         | Ramon Sinkeldam      |
| 2019 | Fabio Jakobsen        | Moreno Hofland           | Bas van der Kooij    |
| 2020 | Mathieu van der Poel  | Nils Eekhoff             | Timo Roosen          |
| 2021 | Timo Roosen           | Sjoerd Bax               | Oscar Riesebeek      |
| 2022 | Pascal Eenkhoorn      | Daan Hoole               | Taco van der Hoorn   |
| 2023 | Dylan van Baarle      | Olav Kooij               | Mathieu van der Poel |
| 2024 | Dylan Groenewegen     | Olav Kooij               | Ramon Sinkeldam      |
| 2025 | Danny van Poppel      | Olav Kooij               | Dylan Groenewegen    |

### Femenino
| Año  | Vencedora                   | Segunda                    | Tercera                    |
| ---- | --------------------------- | -------------------------- | -------------------------- |
| 1965 | Ineke van Ijken             | Bella van der Spiegel-Hage | Alie Zijlmans              |
| 1966 | Bella van der Spiegel-Hage  | Keetie van Oosten-Hage     |                            |
| 1967 | Bella van der Spiegel-Hage  | Hennie Faber-Hondeveld     | Keetie van Oosten-Hage     |
| 1968 | Bella van der Spiegel-Hage  | Hennie Faber-Hondeveld     | Thea Smulders              |
| 1969 | Keetie van Oosten-Hage      | Hennie Faber-Hondeveld     | Thea Smulders              |
| 1970 | Keetie van Oosten-Hage      | Hennie Faber-Hondeveld     | Bella van der Spiegel-Hage |
| 1971 | Keetie van Oosten-Hage      | Hennie Faber-Hondeveld     | Thea Smulders              |
| 1972 | Keetie van Oosten-Hage      | Bella van der Spiegel-Hage | Minie Brinkhoff            |
| 1973 | Keetie van Oosten-Hage      | Willy Kwantes              | Truus van der Plaat        |
| 1974 | Keetie van Oosten-Hage      | Minie Brinkhoff            | Willy Kwantes              |
| 1975 | Keetie van Oosten-Hage      | Gré Knetemann-Donker       | Truus van der Plaat        |
| 1976 | Keetie van Oosten-Hage      | Tineke Fopma               | Annie Weegberg             |
| 1977 | Nita van Vliet              | Nel Streef                 | Agnes Koeman-Van Helvoirt  |
| 1978 | Keetie van Oosten-Hage      | Bella van der Spiegel-Hage | Truus van der Plaat        |
| 1979 | Tineke Fopma                | Hennie Top                 | Keetie van Oosten-Hage     |
| 1980 | Hennie Top                  | Leontien van der Lienden   | Mary Barendregt            |
| 1981 | Hennie Top                  | Tineke Fopma               | Leontien van der Lienden   |
| 1982 | Hennie Top                  | Leontien van der Lienden   | Wil Bezemer                |
| 1983 | Thea van Rijnsoever         | Mieke Havik                | Leontien van der Lienden   |
| 1984 | Connie Meijer               | Leontien van der Lienden   | Hennie Top                 |
| 1985 | Thea van Rijnsoever         | Heleen Hage                | Henneke Lieverse           |
| 1986 | Heleen Hage                 | Mieke Havik                | Thea van Rijnsoever        |
| 1987 | Mieke Havik                 | Jolanda Cools-van Dongen   | Karin Schuitema            |
| 1988 | Monique Knol                | Leontien van Moorsel       | Cyntha Lutke Schipholt     |
| 1989 | Leontien van Moorsel        | Petra Groenland            | Astrid Donkersloot         |
| 1990 | Leontien van Moorsel        | Agnes Loohuis-Damveld      | Manon De Rooy              |
| 1991 | Petra Grimbergen            | Monique Knol               | Leontien van Moorsel       |
| 1992 | Leontien van Moorsel        | Petra Grimbergen           | Monique Knol               |
| 1993 | Leontien van Moorsel        | Daniëlle Overgaag          | Elsbeth van Rooy-Vink      |
| 1994 | Yvonne Brunen               | Elsbeth van Rooy-Vink      | Edith Klep                 |
| 1995 | Yvonne Brunen               | Margaretha Groen           | Maria Jongeling            |
| 1996 | Yvonne Brunen               | Meike de Bruijn            | Ingrid Haringa             |
| 1997 | Nicole Vermast              | Yvonne Brunen              | Edith Klep                 |
| 1998 | Leontien van Moorsel        | Chantal Beltman            | Wendy Kramp                |
| 1999 | Leontien van Moorsel        | Mirjam Melchers            | Yvonne Brunen              |
| 2000 | Mirjam Melchers             | Leontien van Moorsel       | Chantal Beltman            |
| 2001 | Sissy van Alebeek           | Bertine Spijkerman         | Martine Bras               |
| 2002 | Arenda Grimberg             | Leontien van Moorsel       | Mirjam Melchers            |
| 2003 | Suzanne de Goede            | Christine Mos              | Esther Van Der Helm        |
| 2004 | Leontien van Moorsel        | Chantal Beltman            | Loes Markerink             |
| 2005 | Janneke Vos                 | Sharon van Essen           | Josephine Groenveld        |
| 2006 | Marianne Vos                | Sharon van Essen           | Suzanne de Goede           |
| 2007 | Marlijn Binnendijk          | Marianne Vos               | Suzanne de Goede           |
| 2008 | Marianne Vos                | Mirjam Melchers            | Regina Bruins              |
| 2009 | Marianne Vos                | Chantal Blaak              | Andrea Bosman              |
| 2010 | Loes Gunnewijk              | Marianne Vos               | Irene van den Broek        |
| 2011 | Marianne Vos                | Irene van den Broek        | Chantal Blaak              |
| 2012 | Annemiek van Vleuten        | Marianne Vos               | Lucinda Brand              |
| 2013 | Lucinda Brand               | Marianne Vos               | Annemiek van Vleuten       |
| 2014 | Iris Slappendel             | Lucinda Brand              | Marianne Vos               |
| 2015 | Lucinda Brand               | Amy Pieters                | Annemiek van Vleuten       |
| 2016 | Anouska Koster              | Janneke Ensing             | Marianne Vos               |
| 2017 | Chantal Blaak               | Anouska Koster             | Floortje Mackaij           |
| 2018 | Chantal Blaak               | Amy Pieters                | Marianne Vos               |
| 2019 | Lorena Wiebes               | Marianne Vos               | Amy Pieters                |
| 2020 | Anna van der Breggen        | Annemiek van Vleuten       | Anouska Koster             |
| 2021 | Amy Pieters                 | Nancy van der Burg         | Karlijn Swinkels           |
| 2022 | Riejanne Markus             | Shirin van Anrooij         | Lorena Wiebes              |
| 2023 | Demi Vollering              | Lorena Wiebes              | Marianne Vos               |
| 2024 | Chantal van den Broek-Blaak | Mischa Bredewold           | Nina Kessler               |
| 2025 | Lorena Wiebes               | Charlotte Kool             | Nienke Veenhoven           |

## Estadísticas

### Más victorias
| Ciclista              | Victorias | Años                          |
| --------------------- | --------- | ----------------------------- |
| Jorinus van der Wiel  | 5         | 1915, 1917, 1918, 1921 y 1925 |
| Gerrit Schulte        | 4         | 1944, 1948, 1950 y 1953       |
| Frits Wiersma         | 3         | 1913, 1919 y 1920             |
| Theo Middelkamp       | 3         | 1938, 1943 y 1945             |
| Jan Raas              | 3         | 1976, 1983 y 1984             |
| Michael Boogerd       | 3         | 1997, 1998 y 2006             |
| Niki Terpstra         | 3         | 2010, 2012 y 2015             |
| Jaap Eden             | 2         | 1893 y 1894                   |
| Willem van de Mey     | 2         | 1895 y 1896                   |
| Chris Kalkman         | 2         | 1909 y 1914                   |
| Piet Ikelaar          | 2         | 1923 y 1924                   |
| Klaas van Nek         | 2         | 1916 y 1926                   |
| Hans Bockom           | 2         | 1928 y 1929                   |
| Cesar Bogaert         | 2         | 1931 y 1934                   |
| Marinus Valentijn     | 2         | 1932 y 1935                   |
| Adrianus Braspennincx | 2         | 1930 y 1937                   |
| Louis Motke           | 2         | 1940 y 1941                   |
| Jef Jansen            | 2         | 1947 y 1949                   |
| Hans Dekkers          | 2         | 1951 y 1952                   |
| Wim Van Est           | 2         | 1956 y 1957                   |
| Bas Maliepaard        | 2         | 1960 y 1961                   |
| Jo De Roo             | 2         | 1964 y 1965                   |
| Evert Dolman          | 2         | 1967 y 1968                   |
| Joop Zoetemelk        | 2         | 1971 y 1973                   |
| Henk Lubberding       | 2         | 1978 y 1979                   |
| Johan van der Velde   | 2         | 1980 y 1982                   |
| Jacques Hanegraaf     | 2         | 1981 y 1985                   |
| Steven Rooks          | 2         | 1991 y 1994                   |
| Maarten den Bakker    | 2         | 1996 y 1999                   |
| Léon van Bon          | 2         | 2000 y 2005                   |
| Koos Moerenhout       | 2         | 2007 y 2009                   |
| Mathieu van der Poel  | 2         | 2018 y 2020                   |
| Dylan Groenewegen     | 2         | 2016 y 2024                   |

| Ciclista                   | Victorias | Años                                                  |
| -------------------------- | --------- | ----------------------------------------------------- |
| Keetie van Oosten-Hage     | 9         | 1969, 1970, 1971, 1972, 1973, 1974, 1975, 1976 y 1978 |
| Leontien van Moorsel       | 7         | 1989, 1990, 1992, 1993, 1998, 1999 y 2004             |
| Marianne Vos               | 4         | 2006, 2008, 2009 y 2011                               |
| Bella van der Spiegel-Hage | 3         | 1966, 1967 y 1968                                     |
| Hennie Top                 | 3         | 1980, 1981 y 1982                                     |
| Yvonne Brunen              | 3         | 1994, 1995 y 1996                                     |
| Chantal Blaak              | 3         | 2017, 2018 y 2024                                     |
| Thea van Rijnsoever        | 2         | 1983 y 1985                                           |
| Lucinda Brand              | 2         | 2013 y 2015                                           |